# Stazione di Vancouver Pacific Central
La stazione di Vancouver Pacific Central (in inglese Vancouver Pacific Central Station) è la principale stazione ferroviaria di Vancouver, Columbia Britannica, Canada.